# Gary Coleman
Gary Coleman (Zion, Illinois, Estats Units, 8 de febrer de 1968 − Provo, Utah, 28 de maig de 2010) fou un actor estatunidenc-afroamericà que va néixer amb una malaltia congènita del ronyó que li va causar nefritis (una destrucció autoimmunitària del ronyó), que va detenir el seu creixement a una edat primerenca, i va fer que quedés amb una alçada petita: 1,40 m., cosa que va esdevenir la seva característica més distintiva. Coleman va tenir dos trasplantaments de ronyó, un el 1973 i un altre el 1984, i a més requeria diàlisi constant.
Durant els vuit anys d'emissió del sitcom estatunidenc Blanc i Negre (Diff'rent Strokes), va ser vist per milions de televidents en tot el món en la dècada dels 80, essent un dels més vists en la història de la televisió; el seu personatge es caracteritzava per la seva famosa frase que era "what'chu talkin' 'bout, Willis?" ("De què parles, Willis?). Mercès a la seva simpatia, Coleman va ser una figura popular, i va protagonitzar diversos llargmetratges i pel·lícules de televisió incloent On the Right Track, i The Kid With the Broken Halo.
La pel·lícula The Kid With the Broken Halo va servir de base perquè l'estudi d'animació Hanna-Barbera produís la sèrie animada The Gary Coleman Show, la qual TV3 va emetre el 1984.
En el punt més alt de la seva fama amb Blanc i Negre, Coleman guanyava $70.000 USD per episodi. Però quan va envellir, no obstant, va caure en favor del públic. Després de la cancel·lació de Blanc i Negre, la seva carrera artística va decaure sobtadament.